# Панфобија
Панофобија (син.: пантофобија, панфобија; од старогрчког παν - све и старогрчког -φοβια, φοβος - „страх“) – страх од свега, било каквих радњи и догађаја, било каквих промена унутрашњег и спољашњег окружења праћене анксиозношћу и нелагодност. Особа која има такву фобију стално мисли да ће се нешто лоше догодити, а тај страх је стално присутан. Стална брига спречава човека да живи у садашњости. Живи размишљајући о прошлости, живећи у прошлости, размишљајући о томе шта му се догодило. Особа са панофобијом, по правилу, има развијену машту и може смислити ствари које су мало вероватне у свакодневном животу. Он тражи знакове који оправдавају његов страх и анксиозност. Панофобија се може сматрати обликом упорне анксиозности пре него фобијом у клиничком смислу.

## Историја
Појам панфобија први је увео Рибот 1911. године у свом делу „Психологија емоција“. Он га је дефинисао као „стање у коме се пацијент плаши свега или ничега, где анксиозност, уместо да буде фиксирана на једном предмету, лебди као у сну, и постаје фиксирана само на тренутак када, прелазећи са једног објекта на други, у зависности од околности, одређује извор опасности.”

## Дијагностика
Амерички дијагностички и статистички приручник за менталне поремећаје, 5. издање (ДСМ-5) нема специфичну фобију која одговара продорном страху, али постоји генерализовани анксиозни поремећај, који се описује као „претерана брига и брига (предосећања) о низу догађаја.“ или радњи“.
ИЦД-10 такође наводи само генерализовани анксиозни поремећај (Ф41.1), чија је главна карактеристика анксиозност која је упорна и генерализована, али „није ограничена на било какве посебне околности окружења и чак се не јавља са јасном преференцијом у тим околностима (онда је „нефиксиран“)“.